# Rhinotyphlops lalandei
Rhinotyphlops lalandei – gatunek węża z rodziny ślepuchowatych (Typhlopidae).
Gatunek ten osiąga długość od 25 cm do 30 cm. Ciało w kolorze różowo-szarym.
Samica składa od 2 do 4 jaj.
Występuje na terenie Afryki Południowej (Botswana, Eswatini, Lesotho, Namibia, RPA, Zimbabwe).